# Bob Dole

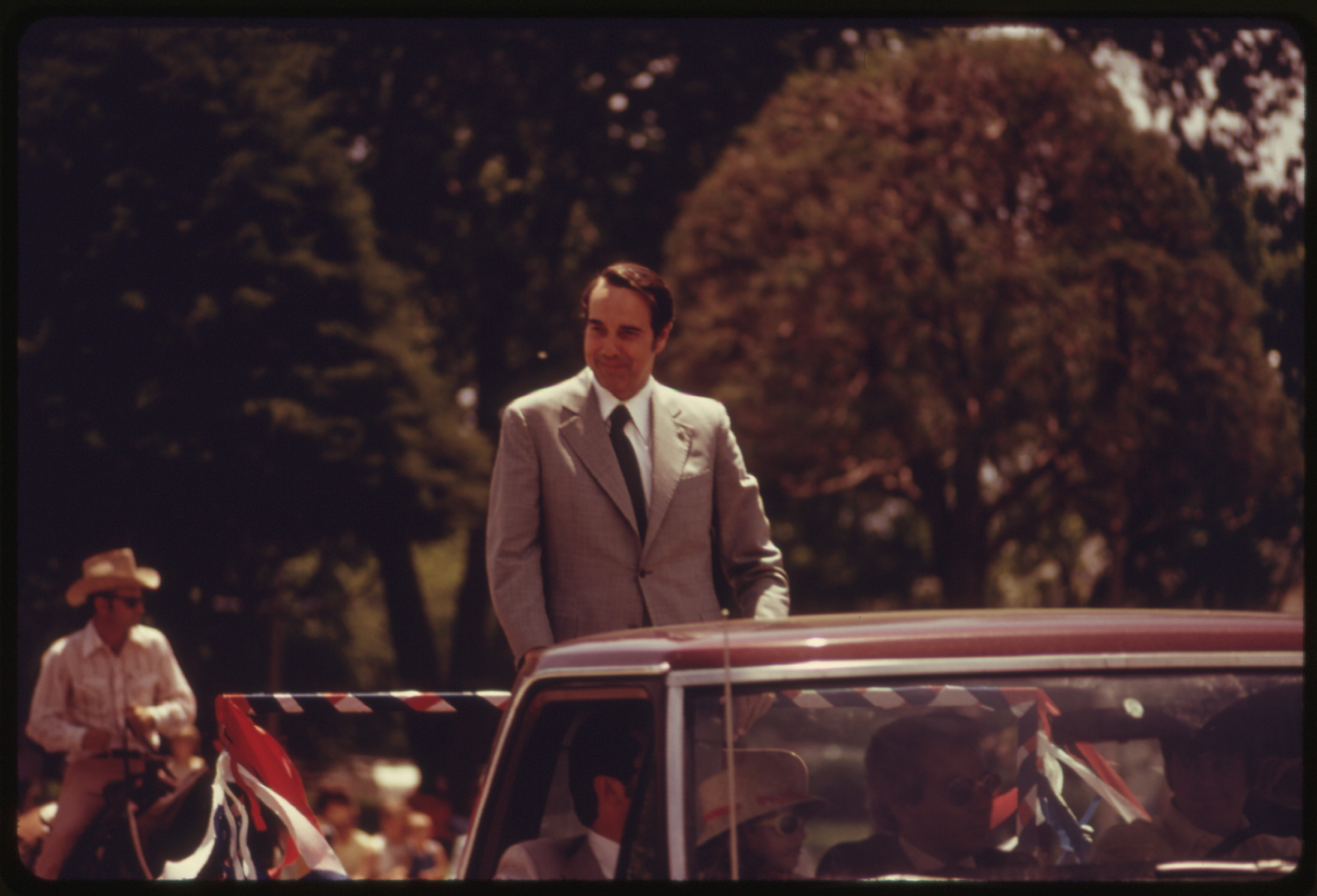
Bob Dole 1974.

Robert Joseph "Bob" Dole, född 22 juli 1923 i Russell i Kansas, död 5 december 2021 i Washington, D.C., var en amerikansk advokat och politiker i Republikanska partiet. Han var kongressledamot (1961–1969) och senare senator (för Kansas 1969–1996), och var republikanernas kandidat i amerikanska presidentvalet 1996.

## Biografi

### De tidiga åren
Bob Dole kom från en arbetarklassfamilj och började studera vid University of Kansas 1941 men tog året därpå värvning i USA:s armé. Han deltog i andra världskriget i Italien som fänrik i 10th Mountain Division. Han sårades allvarligt när han försökte hjälpa sin plutons radioman och förväntades inte överleva. Dole klarade sig men blev invalidiserad i sin högra arm. För sitt mod fick han en Bronze Star och tilldelades även två Purple Hearts för sina skador. 
Efter en kort tid med studier vid University of Arizona återvände han till Kansas och avlade juristexamen 1952 vid Washburn University. Redan året innan hade han dock blivit invald i Kansas delstatsförsamling.

### Karriär

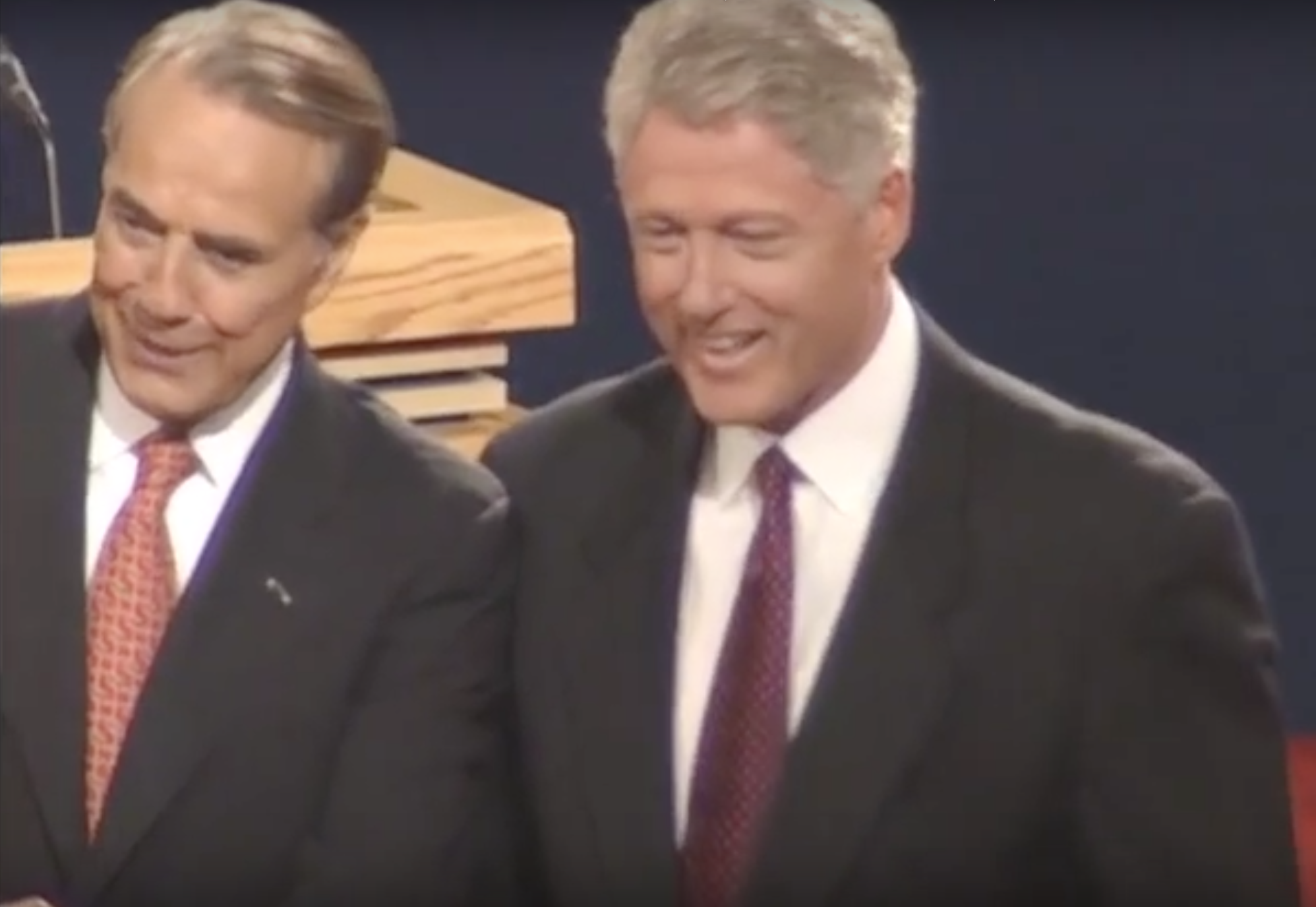
Bob Dole och Bill Clinton i samband med presidentvalsdebatt 1996.

1953 valdes Dole till åklagare i Russell County, en position han behöll fram till dess att han valdes in i USA:s representanthus 1960, där han var ledamot från 1961 till 1969. I valet 1968 kom han in i USA:s senat, där han satt från 1969 till 1996. Dole fick med tiden större och större inflytande i Washington och var bland annat ordförande för Republican National Committee 1971–1973 och han var president Gerald Fords vicepresidentkandidat i valet 1976.
Efter Fords valförlust återvände Dole till senaten och gjorde 1980 ett misslyckat försök att bli republikanernas presidentkandidat. Partiets kandidat blev istället Ronald Reagan. Istället blev Dole 1984 ledare för den republikanska senatorsgruppen, en position han behöll fram till 1996. 1988 ställde han upp i republikanernas primärval mot dåvarande vicepresidenten George H.W. Bush men utan framgång. 
Det var inte förrän 1996 som Bob Dole blev republikansk presidentkandidat, efter en intensiv primärvalskampanj emot framför allt Pat Buchanan och Steve Forbes. Till sin vicepresidentkandidat utsåg han Jack Kemp. Hans stora tillgång i valet var dock hans fru Elizabeth Dole som charmade det amerikanska folket och som åren 2003–2009 var senator från North Carolina. Dole förlorade dock själva presidentvalet mot sittande presidenten Bill Clinton, och drog sig efter det tillbaka från partipolitiken. I början av 2021 diagnostiserades Dole med lungcancer och avled den 5 december 2021, 98 år gammal.